# Uncinia paludosa
Uncinia paludosa är en halvgräsart som beskrevs av Gerald A. Wheeler och Paul Goetghebeur. Uncinia paludosa ingår i släktet Uncinia och familjen halvgräs. Inga underarter finns listade i Catalogue of Life.